# Кавказская овца
Кавказская порода овец — порода овец шерстно-мясного направления

## История
Выведена в 1921—1936 годы в племенных хозяйствах «Большевик» и «Ипатовский» Ипатовский район Ставропольский край. Стадо совхоза «Большевик» первоначально было укомплектовано в 1921—1922 годах мериносовыми овцами, принадлежавшими местным кулакам и помещикам. В породном отношении овцы представляли новокавказских и мазаевских мериносов, разных по своему качеству и продуктивности. Бараны-производители имели живой вес 64-74 кг, матки 35-40 кг.
Овцы в массе имели длинную, крепкую, хорошо уравненную тонкую шерсть 64-70 качества, но редкую и очень жиропотную с выходом чистого волокна 1,5-1,6 кг. В экстерьере овец наблюдались недостатки: узкая грудь, острая холка, отвислый крестец, сближенность ног в скакательных суставах.
Работа по созданию Кавказской породы овец характеризуется тремя периодами.
В первый период (с 1921 по 1926 годы) проводились размножение и улучшение «в себе» мериносовых овец новокавказского типа. В 1926 году стадо тонкорунных овец совхоза по продуктивности занимало первое место среди других совхозов, разводивших мериносовых овец этого типа.
Во второй период (с 1926 по 1930 годы) в совхозе использовались бараны американский рамбулье, завезённые из США. «Прилитием крови» американских рамбулье ставилась задача улучшить экстерьер местных мериносов, повысить их живой вес, густоту шерсти и оброслость брюха при сохранении хороших шерстных качеств новокавказских мериносов.
В третий период (1931—1936 годы) проводилось завершение работы над созданием Кавказской породы, которая осуществлялась в совхозе «Большевик» под руководством Филянского Константина Дмитриевича и Терновенко Надежды М. По тем же методам шла работа и в совхозе «Ипатовский». Этот период является наиболее значительным. Он характеризуется применением более совершенных методов отбора и подбора животных, улучшением условий их содержания и повышения общей культуры ведения овцеводства в хозяйстве. В 1936 году решением секции животноводства ВАСХНИЛ и приказом НКЗ СССР к Кавказской породе отнесены стадо овец совхоза «Большевик», а в 1940 году — стадо совхоза «Ипатовский».
В послевоенный период (1943—1952 годов) племенная работа в стаде проводилась под руководством зоотехника-селекционера Племовцеглавка Министерства сельского хозяйства СССР С. Ф. Пастухова
В 80-е годы стали использовать известных в мире австралийских мериносов. В итоге в 1990 г. был признан новый тип кавказской породы — южно-кавказский меринос. Шерсть этих животных отличалась высоким качеством, имела умеренный белый жиропот, матки в среднем весили 60-70 килограммов, бараны — 130, но достигали и 180-ти